# Eduardo del Castillo
Carlos Eduardo del Castillo del Carpio, né le 27 décembre 1988 à Santa Cruz de la Sierra, est un avocat et homme politique bolivien, ministre du Gouvernement de la Bolivie de 2020 à 2025 sous la présidence de Luis Arce.

## Biographie

### Jeunesse et formation
Eduardo del Castillo est né le 27 décembre 1988 à Santa Cruz de la Sierra. Il étudie le droit à l'université autonome Gabriel René Moreno et obtient son diplôme d'avocat. Il réalise des études supérieures, obtenant une maîtrise en droit fiscal et financier de l'École supérieure de droit, ainsi qu'un diplôme en enseignement supérieur et interculturalité de l'université supérieure de San Andrés. Il est également titulaire d'un diplôme en droits économiques, sociaux et culturels de l'université de Buenos Aires en Argentine.

### Carrière professionnelle
Membre du Mouvement pour le socialisme (MAS) depuis 2005, il commence son travail à la Chambre des sénateurs bolivienne en tant que secrétaire technique et conseiller de la Commission pour la justice plurielle. Il a ensuite occupé le poste de haut fonctionnaire du Sénat. Il travaille au ministère du Gouvernement en tant que conseiller juridique à la Direction des migrations de Santa Cruz, puis en tant qu'avocat des impôts nationaux au ministère public de Santa Cruz.

### Parcours politique

#### Ministre du Gouvernement
Le 9 novembre 2020, le président Luis Arce nomme Eduardo del Castillo au poste de ministre du Gouvernement,. En tant que ministre, il assure que « les chiffres regrettables » du COVID-19 observés sous l'administration précédente ne se répéteraient pas.
En juin 2023, il fait face à un vote de censure, auquel participent les membres de l'Assemblée législative plurinationale. Bien que le résultat se chiffre à 101 voix pour la censure, 42 voix contre et une voix blanche, le président Arce le reconduit dans ses fonctions deux jours plus tard.

#### Élection présidentielle de 2025
Courant 2025, alors qu'il est confronté à une crise économique et à des sondages défavorables, le président Luis Arce est désigné candidat aux élections générales boliviennes de 2025 par le MAS. Le 14 mai 2025, il annonce renoncer à briguer un deuxième mandat.
Arce est désigné tête de liste au Sénat, tandis qu'Eduardo del Castillo est désigné candidat à la présidence et quitte le gouvernement. Il termine à la sixième place au premier tour le 17 août en ne recueillant que 3,18 % des voix.